# 중앙문화혁명소조
중앙문화혁명소조(中央文化革命小組, 중국어: 中央文革小组)는 소위 문화대혁명에 있어서 실권파에 대항하기 위하여 1966년 5월에 중국 공산당의 중앙위원회 속에 설립되었다. 당이론지 《紅旗》 편집장인 천보다가 조장, 마오쩌둥의 부인인 장칭(江靑)을 고문으로 하고 조원에는 상해(上海)의 문혁을 지도한 장춘차오(張春橋)와 오한을 비판해서 문혁의 발화구를 열어 놓은 야오원위안(姚文元)이 포함되어 있다. 이 소조는 문혁지도에서 중심적 역할을 수행하였지만 급진적 성격은 군부(軍部)나 저우언라이 수상과 대립하게 되었고 조원들 가운데 왕리(王力), 무신(穆欣), 린지에(林杰), 관펑(關鋒), 척본우(戚本禹) 등이 실각당함으로써 세력은 감퇴되었다. 마지막까지 남아 있는 조원으로서는 왕홍원·장칭·장춘차오·야오원위안 등 새로운 중앙권력 기구의 최고수뇌부에 속하는 인물들이었다.